# Gaetano Callido
Gaetano Antonio Callido (* 14. Januar 1727 in Este; † 8. Dezember 1813 in Venedig) war ein italienischer Orgelbauer.

## Leben
Gaetano Callido begann im Jahre 1742 seine Lehre bei Pietro Nacchini. Als er 1762 den Entschluss fasste, das Arbeitsverhältnis zu beenden, um seine eigene unabhängige Laufbahn einzuschlagen, blieben die beiden enge Freunde. Callido genoss die Achtung seines Meisters Nacchini genauso wie die seiner Zeitgenossen.
Schon 1763 befand er sich in der Lage, sechs Orgeln (eine davon mit zwei Manualen) zu bauen, und im Verlaufe weniger Jahre erweiterte er seinen Aktionsradius nicht nur auf die unter der Herrschaft Venedigs stehenden Gebiete, sondern auch auf die Marken, die Romagna und auf Konstantinopel.
1766 wurde ihm die repräsentative Arbeit zum kompletten Umbau der drei Orgeln der Basilika von San Marco in Venedig übertragen. Seine unermüdliche Tätigkeit mit einem Schaffensrhythmus von durchschnittlich zehn Orgeln jährlich sowie die Verdienste und Vorteile, die ihm und Venedig aus seiner Arbeit erwuchsen, wurden durch den Senat anerkannt, der ihn mit einem Beschluss vom 27. März 1779 von Überfuhrsteuern und Zöllen für den Transport seiner Instrumente außerhalb des Republik-Territoriums befreite. Die politischen Ereignisse und sozial-ökonomischen Veränderungen Ende des 18. Jahrhunderts, im Speziellen die durch die napoleonische Regierung per Dekret verordnete Unterdrückung der religiösen Körperschaften, schien keine besondere Auswirkung auf seine Arbeit zu haben, die weiterhin ihren Rhythmus bis 1806 beibehielt, als die Führung der Fabrikation auf seine Söhne überging.
Von Callidos Schaffen bleibt das schematische Verzeichnis in der Liste der von ihm gebauten Orgeln: es besteht aus drei Bautafeln, auf denen in indischer Tinte die Kirchenplätze verzeichnet sind, in denen die Orgeln eingebaut sind; darin werden diese in chronologischer Reihenfolge und in fortschreitender Nummerierung beschrieben. Die Liste endet mit der Nummer 430 im Jahr 1806. Unausgefüllt bleibt der freie Raum bis zum Jahr 1812.

## Werke (Auswahl)
| Jahr         | Opus | Ort                    | Gebäude                               | Bild | Manuale | Register | Bemerkungen                          |
| ------------ | ---- | ---------------------- | ------------------------------------- | ---- | ------- | -------- | ------------------------------------ |
| 1764         | 12   | Venedig                | San Zulian                            |      |         |          |                                      |
| 1777         |      | Cortina d’Ampezzo      | Basilica dei SS. Filippo e Giacomo    |      |         | 18       |                                      |
| 1787         | 241  | Treviso                | San Leonardo                          |      | I       | 16       | 1996 restauriert von Francesco Zanin |
| 1790         | 267  | Venedig                | San Zanipolo                          |      | I       | 16       | 1912 restauriert von Beniamino Zanin |
| 1796         |      | Venedig                | Santa Maria Gloriosa dei Frari        |      | I       | 18       |                                      |
| 1801         |      | Canale d’Agordo        |                                       |      |         |          |                                      |
|              |      | San Pietro al Natisone | San Pietro                            |      | I       |          |                                      |
|              |      | Canal San Bovo         | Chiesa Parrocchiale di San Bartolomeo |      |         |          |                                      |
| Ende 18. Jh. |      | Oprtalj/Portole        | Crkva Sv. Jurja/Duomo di San Giorgio  |      |         |          |                                      |